# Rose Glass
Pour les articles homonymes, voir Glass.
Rose Glass, née en 1990 à Chelmsford, est une réalisatrice et scénariste britannique.

## Biographie
Rose Glass naît près de Chelmsford dans l'Essex. Elle étudie le cinéma au London College of Communication. En 2014, elle obtient à la National Film and Television School un master en réalisation,. Son film de clôture Room 55 est projeté au South by Southwest Film Festival, au Palm Springs ShortFest et au London Short Film Festival.
Après une série de vidéos musicales, parfois expérimentales, et de courts-métrages de mystère et d'horreur, Glass fait ses débuts en tant que réalisatrice de long métrage avec Saint Maud qui sort le 8 septembre 2019 au festival international du film de Toronto avant dêtre présenté au Fantastic Fest. Dans ce film d'horreur, une infirmière prend soin de ses patients avec dévouement, mais s'imagine être la seule à pouvoir sauver l'âme d'Amanda, sa patiente en phase terminale,,.
En février 2020, Saint Maud remporte le grand prix au festival du film fantastique de Gérardmer ainsi que le prix de la meilleure musique originale, le prix de la critique et le prix du jury jeunes,,.

## Filmographie partielle
Scénario et réalisation pour tous les films.

### Longs métrages
- 2019 : Saint Maud
- 2024 : Love Lies Bleeding

### Courts métrages
- 2010 : Moths
- 2011 : Storm House
- 2013 : The Silken Strand
- 2014 : Room 55